# Xenosmilus
Xenosmilus hodsonae — вимерлий вид Machairodontinae, або шаблезубих кішок. Рід відомий із Флориди, Венесуели, Уругваю.

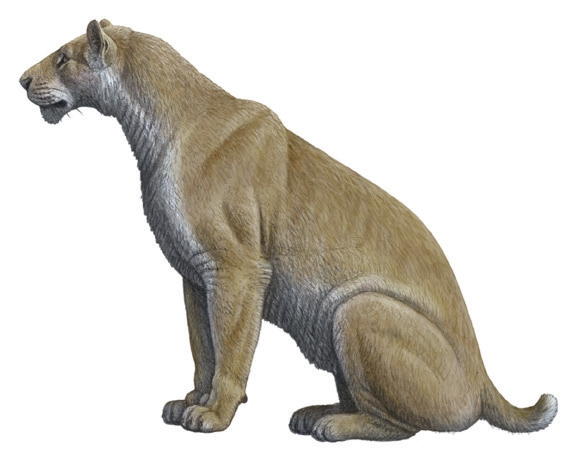
Художня реставрація, автор: Маурісіо Антон

## Опис
Два досить неушкоджених екземпляри були знайдені любителями мисливців за викопними рештками в 1983 році (за деякими даними 1981) у вапнякових шахтах Хайле в окрузі Алачуа, штат Флорида. У 1994 році скам'янілості були досліджені, і було прийнято рішення, що кішки були абсолютно нового роду. Скам'янілості були ірвінгтонського віку (від 1.8 до 0.3 млн років). Оскільки скелети були знайдені один біля одного, деякі підозрюють, що Ксеносмілус був соціальним ссавцем. Поруч із двома скелетами були знайдені десятки кісток пекарі; можливо на них кіт і полював.
Фізично кіт мав довжину від 1,7 до 1,8 м з дуже мускулистим тілом і, ймовірно, важив близько 230–400 кг, що робить його подібним за розміром до інших махаіродонтів Amphimachiarodus kabir і Machairodus horribilis. Тільки Smilodon populator був помітно більшим серед шаблезубих кішок.